# 大谷一男
大谷 一男（おおたに かずお、1879年（明治12年）12月7日 - 1949年（昭和24年）8月9日）は、日本の陸軍軍人。最終階級は陸軍中将。

## 履歴
1878年（明治11年）長岡郡五台山村（現在の高知市）に生まれた。1898年（明治31年）、高知県尋常中学校卒を経て、1900年（明治33年）11月、陸軍士官学校（12期）を卒業。翌年6月、歩兵少尉に任官。1912年（大正元年）11月、陸軍大学校（24期）を卒業。
1922年（大正11年）11月、歩兵大佐に昇進し、陸士本科訓育部長に就任。近衛歩兵第2連隊長、第8師団参謀長を歴任。1927年（昭和2年）7月、陸軍少将に進級し歩兵第38旅団長となる。1930年（昭和5年）3月、近衛師団司令部付となり、1931年（昭和6年）10月、旅順要塞司令官に着任。
1932年（昭和7年）4月、陸軍中将に進み陸軍歩兵学校長に就任。1933年（昭和8年）3月、第12師団長（久留米）に親補された。1935年（昭和10年）3月、待命となり予備役に編入された。
1947年（昭和22年）11月28日、公職追放仮指定を受けた。

## 栄典
位階
- 1901年（明治34年）10月10日 - 正八位[5]
- 1910年（明治43年）9月30日 - 従六位[6]
- 従三位勲二等功四級[要出典]

勲章
- 1940年（昭和15年）8月15日 - 紀元二千六百年祝典記念章[7]